# Geschlechtsspezifische Gewalt gegen Frauen in El Salvador

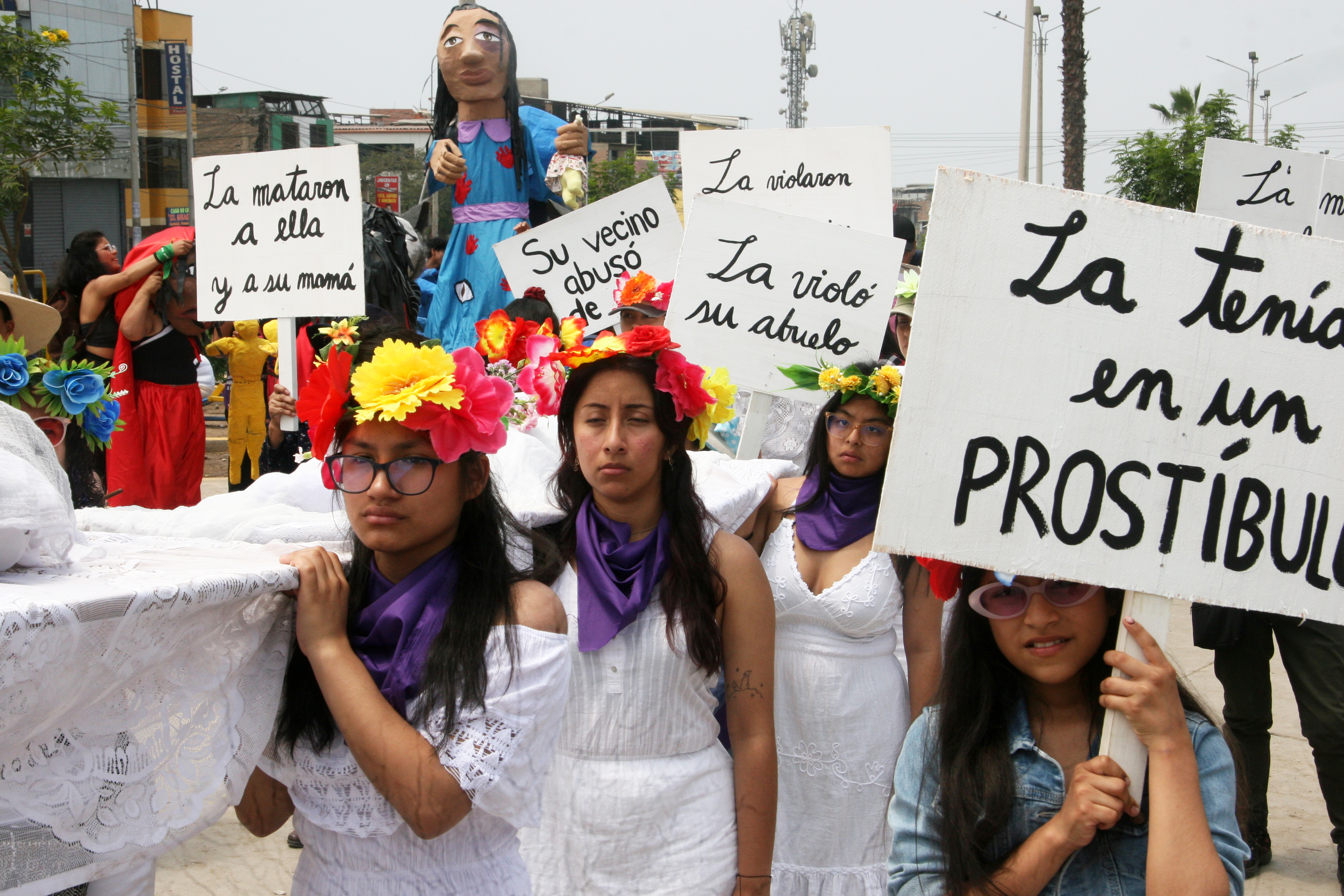
Marsch anlässlich des Internationalen Tages gegen Gewalt an Frauen (2023)

El Salvador ist für Frauen eines der gefährlichsten Länder der Welt. Gemäß einer Studie von 2017 haben zwei Drittel der Frauen in El Salvador mindestens einmal geschlechtsspezifische Gewalt erlebt. Davon haben 6 % Anzeige erstattet. Die Generalstaatsanwaltschaft hat 2022 eine Spezialeinheit für Frauen eingerichtet. Die Zivilpolizei bietet eine Anlaufstelle für von Gewalt betroffenen Frauen. Anzeigewege für geburtshilfliche oder politische Gewalt fehlten, laut einem Bericht von 2022.

## Politischer Hintergrund
Seit 2022 herrscht in El Salvador Ausnahmezustand. Die Gewaltentrennung zwischen Politik und Justiz ist nicht mehr zu erkennen. Ein Rückgang an Rechtsstaatlichkeit und Menschenrechten führt zu einem Rückschlag in der Demokratisierung. Millionen Frauen erleben Verschlechterungen, da ihre Grundrechte nicht mehr gegeben sind. Die Unterstützung von betroffenen Frauen ist weniger gewährleistet. Bereits vor dem Ausnahmezustand begann ein Abbau von Institutionen für Frauenrechte und Gewaltbetroffene. Hinzu kommt eine Überlastung der Gerichte.

## Körperliche Gewalt gegen Frauen
Wegen des Ausnahmezustands sind Zahlen der Kriminalstatistiken weniger verlässlich. Bei der Nationalen Zivilpolizei wurden von Januar 2021 bis Juni 2022 ca. 4.000 Hilfseinsätze aufgrund geschlechtsspezifischer Gewalt gegen Frauen registriert. Die Dunkelziffer läge viel höher. Daten aus dem Jahr 2022 des Instituts für Rechtsmedizin zeigen, dass 91,7 % der registrierten Fälle sexueller Gewalt an Frauen verübt wurden. Bereits 2022 warnten Frauenvereine, dass die Zahlen zur Gewalt gegen Frauen nicht die Realität widerspiegelten, da sie weit von den Fällen entfernt seien, in denen Frauen keine Anzeige erstatten. Viele Verbrechen werden nicht mehr angezeigt, weil Frauen befürchten, dass sie kein faires Gerichtsverfahren erhalten. Daher sind andere Formen häuslicher oder sexualisierter Gewalt weniger sichtbar. Täglich werden mehr als drei Fälle geschlechtsspezifischer und häuslicher Gewalt gemeldet.

### Femizid
El Salvador hat eine hohe Rate an Femiziden. Nach Zahlen von 2020 geschahen 6,5 Femiziden pro 100.000 Frauen. Zwei Jahre später gehörte der Staat immer noch zu den Ländern mit den höchsten Feminzidraten in der Region (nach Honduras und der Dominikanischen Republik). Im Januar 2024 konnte berichtet werden, dass Bandengewalt und Mordrate sinken, so wie die Anzahl an Morden von Frauen und Mädchen, doch liegt deren Zahl nach wie vor auf einem hohen Niveau.

### Gesellschaftliche Aufnahme
Das Thema Femizide hat in der salvadorischen Gesellschaft und Presselandschaft keinen hohen Stellenwert. Über 90 % der Mordopfer im Lande sind Männer, weshalb Frauenmorde als ein Randthema feministischer Gruppen angesehen wird.

## Schwangerschaftsabbrüche

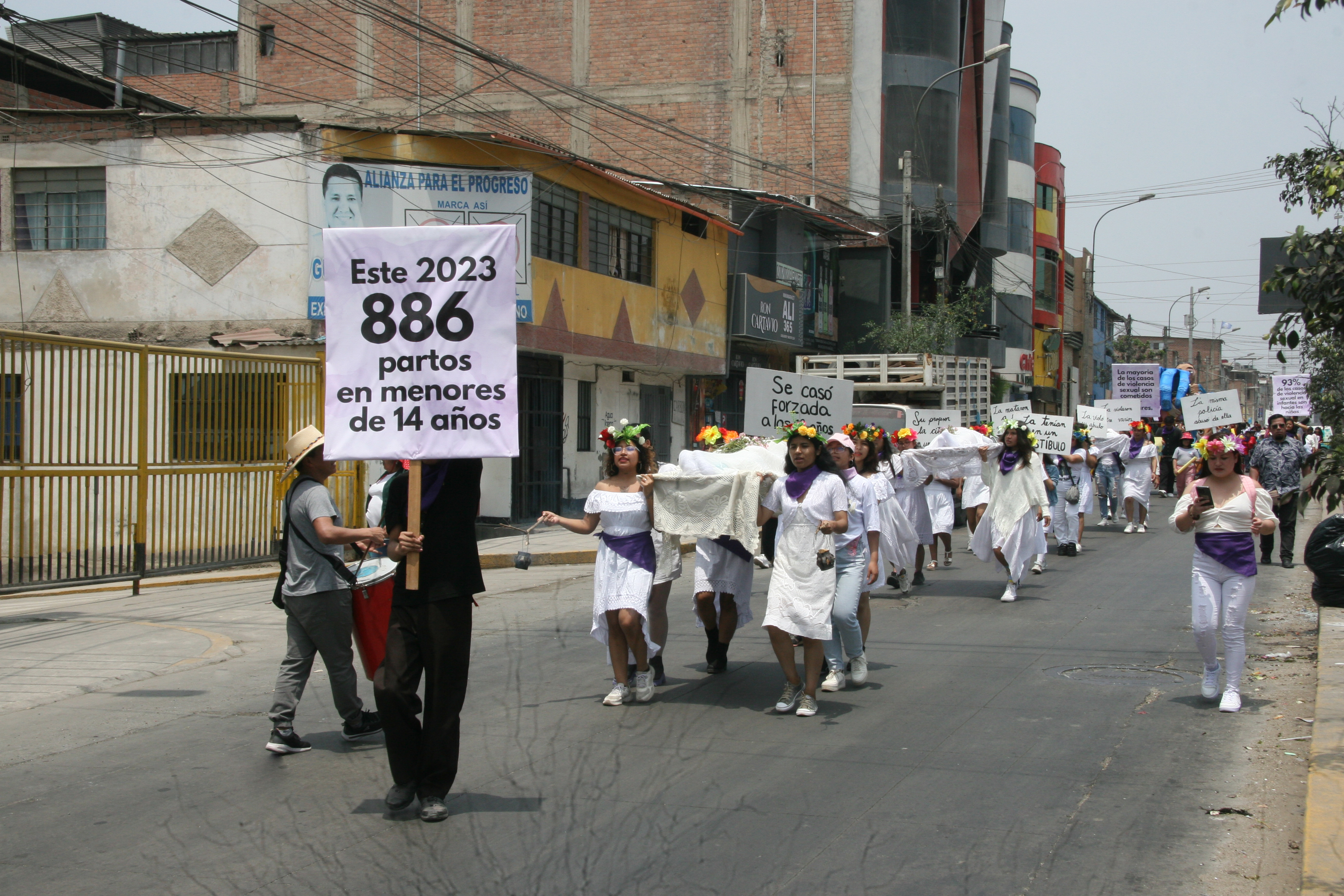
Das Protestplakat informiert über 886 Geburten von unter 14-Jährigen im Jahr 2023

El Salvador ist ein konservatives Land, in dem die katholische Kirche großen Einfluss hat. Obwohl das Schutzalter bei 18 Jahren liegt, gibt es eine hohe Zahl von Schwangerschaften bei 10- bis 14-Jährigen als Folge von sexuellem Missbrauch und Unwissen über Empfängnisverhütung. El Salvador gehört zu den Ländern mit den weltweit strengsten Abtreibungsgesetzen.

### Gesetzeslage
In El Salvador sind Schwangerschaftsabbrüche unter allen Umständen verboten. Bis 1998 war Abtreibung in El Salvador in drei Fällen erlaubt: 1.) wenn die Schwangerschaft nicht mit dem Leben der Mutter vereinbar war 2.) wenn die Mutter eine ernsthafte Krankheit hatte 3.) wenn die Schwangerschaft aus einer Vergewaltigung resultierte. 1998 wurden diese drei Ausnahmen abgeschafft. Bei Abtreibung drohen seitdem bis zu 8 Jahre Gefängnis. Die Strafen gelten sowohl für die Schwangere als auch für Dritte, die zur Abtreibung raten oder sie durchführen. Dauerte die Schwangerschaft länger als 22 Wochen, gilt die Tötung eines Ungeborenen als Mord, worauf eine Höchststrafe von 50 Jahren steht.
2019 lief eine Petition, die die drei bis 1998 zugelassenen Indikationen wiedereinführen wollte, ergänzt um folgenden Grund: wenn die Schwangerschaft Folge von Menschenhandel ist. Die Petition wurde 2021 ohne Gesprächsführung von der Regierung auf Eis gelegt.
2023 zeigte eine Studie, dass die Müttersterblichkeit in El Salvador aufgrund der Gesetzeslage steigt; insbesondere durch die Sterblichkeit von Frauen, die gezwungen werden, ein Kind mit angeborenen, tödlichen Krankheiten auszutragen.

### Soziale Ungerechtigkeit
Wohlhabende Frauen können außerhalb des Landes reisen, um dort legal Abtreibungen vornehmen zu lassen. Zudem gibt es die illegale Möglichkeit, in Privatkliniken für ca. 3.000 Dollar abzutreiben. Die lukrative In-vitro-Fertilisation, bei der pro geborenem Kind sechs bis neun Embryonen sterben, ist in El Salvador erlaubt.

### Internationale Aufnahme
Im Gegensatz zu z. B. Kolumbien, Argentinien und Mexiko schützt El Salvador das Leben ungeborener Kinder entsprechend Artikel 4 der Amerikanischen Menschenrechtskonvention. Internationale Organisationen fordern wiederholt ein Gleichgewicht zwischen dem Recht der Frauen und dem Recht des ungeborenen Lebens. Der Interamerikanische Gerichtshof für Menschenrechte urteilte 2022, dass El Salvador das Recht auf Gesundheit verletzt. Er fordert, dass El Salvador eine umfassende medizinische Versorgung von Frauen, die geburtshilfliche Notfälle erleiden, gewährleistet. Ein weiteres Verfahren vor dem Gerichtshof, Beatriz gegen El Salvador, das sich mit dem totalen Abtreibungsverbot befasst, läuft noch (Stand 04/2024[veraltet]).

## Fehlgeburten und Totgeburten
Nach Fehl- bzw. Totgeburten kam es zu Verurteilungen von Müttern wegen Mordes (vgl. Gesetzeslage oben). Frauen werden u. a. von Ärzten und Krankenschwestern angezeigt.

### Gefängnisstrafe
Hunderte von Frauen sind seit der Gesetzesänderung 1998 zu langen Haftstrafen verurteilt worden. Zwischen den Jahren 2000 und 2019 wurden 181 Frauen wegen geburtshilflicher Notfälle strafrechtlich verfolgt. Die angeklagten Frauen werden in rechtlich zweifelhaften Verfahren verurteilt. Frauen werden oft von Pflichtverteidigern vertreten, die oft keine Fachleute sind. Viele Angeklagte bekennen sich schuldig, um eine geringere Haftstrafe zu erhalten.
Die aus diesen Gründen inhaftierte Frauen müssen durch Mitgefangene starke bis hin zu lebensbedrohlichen Repressalien erdulden. Möchte eine Inhaftierte Besuch ihrer minderjährigen Kinder, muss sie einem Richter schreiben und ca. 500 Dollar zahlen.
Jede Gefangene, die ein Drittel der Strafe verbüßt hat, hat das Recht, einen Antrag auf vorzeitige Entlassung wegen guter Führung zu stellen. Von 2009 bis 2023 wurden etwa 70 betroffene Frauen aus dem Gefängnis entlassen. Von Seite des Staats wird kein Wiedereingliederungsprogramm nach der Haftentlassung angeboten. Viele von ihnen erhielten Auflagen, wie zum Beispiel, dass sie keinen Alkohol trinken dürfen oder regelmäßig zum Gottesdienst gehen müssen.

### Soziale Ungerechtigkeit
Die Gesetze, die Schwangerschaftsabbruch und Fehl- sowie Totgeburten regeln, sind der einfachen Bevölkerung oft nicht bekannt. Viele Frauen aus ländlichen und verarmten Verhältnissen können weder lesen noch schreiben. Die meisten der zu langen Haftstrafen Verurteilten sind arm.

### Gesellschaftliche Aufnahme
Die Familien der inhaftierten Frauen werden oft von den Medien beeinflusst und brechen den Kontakt ab. Frauen, die wegen geburtsmedizinischer Notfälle inhaftiert waren, tragen ein soziales Stigma. Die soziale Verurteilung hält auch nach der Gefängnisstrafe an. Unter dieser sozialen Ächtung eine Arbeit oder Ausbildung zu finden, ist sehr schwierig.